# Андріївсько-Пейзажна Ініціатива
ГО «Андрі́ївсько-Пейза́жна Ініціати́ва» (ГО «АПІ», англ. NGO "Initiative for St. Andrew's Passage") — українська громадська організація, яка була створена з метою об’єднання численних громадських рухів та ініціатив. Її головне завдання — це захист та збереження історичної та культурної спадщини та природного середовища. У вересні 2012 року організація здобула державну реєстрацію та діє на підставі Статуту.

## Склад правління
| Посада              | Особа              |
| ------------------- | ------------------ |
| Голова правління    | Соловйова Марина   |
| Виконавчий директор | Невмержицька Ірина |
| Члени правління     | Колінько Володимир |
| Члени правління     | Луценко Ігор       |

## Міжнародна співпраця
«Андріївсько-Пейзажна Ініціатива» — це відома організація зі встановленою мережею партнерів на місцевому, національному та міжнародному рівні. Організація є офіційним членом Europa Nostra, відомої європейської організації в сфері охорони культурної спадщини. Представник ГО Наталія Мусієнко з 2014 року є Членом Ради Europa Nostra.
З 2011 року представники організації Марина Соловйова та Ірина Нікіфорова беруть участь у сесіях  Комітету Всесвітньої Спадщини ЮНЕСКО (35-та – 40-ва сесії) як незалежні спостерігачі з метою моніторингу рішень Комітету стосовно Об’єкту 527 «Київ: Собор святої Софії, прилеглі монастирські споруди, та Києво-Печерська Лавра» та встановлення контактів з міжнародними колегами та експертами у сфері охорони культурної спадщини ЮНЕСКО та ІКОМОС.
Представники ГО «Андріївсько-Пейзажна Ініціатива» неодноразово брали участь в міжнародних Форумах неурядових організацій з питань охорони культурної спадщини.
Завдяки тісній співпраці з місцевою владою та мером Києва Віталієм Кличком в проєкт рішення 39-ї сесії Комітету були внесені зміни стосовно зменшення поверховості дисонуючих споруд в історичній частині міста Києва. Це дозволило домогтися демонтажу двох поверхів вже збудованого будинку в Десятинному провулку 3-5, в буферній зоні Софії Київської.
З метою привернути увагу міжнародної спільноти та популяризації української історії та культури, Організація підписала Договір про дружбу та співпрацю з французькою асоціацією «Синдикат ініціативи Монмартр» (Париж, 2012) та оголосила дві вулиці — Андріївський узвіз у Києві та Монмартр в Парижі — вулицямі-побратимами. В рамках цієї співпраці та культурного обміну були проведені деякі заходи, в тому числі фотопрезентація історичних та культурних пам’яток Києва в Парижі (2012) та виставка картин відомого французького художника Мідані М’Баркі на Андріївському Узвозі в Києві (2013). Також як символ українсько-французької дружби на Пейзажній Алеї були висаджені саджанці виноградної лози з Монмартру.

## Діяльність
Організація є співзасновником Опікунської ради  Національного Заповідника «Софія Київська».
Адвокати ГО Соловйова Марина та Невмержицька Ірина захищають громадські інтереси та історико-культурну спадщину в чисельних судових процесах. Завдяки їх діяльності багато незаконно відчужених земельних ділянок було повернуто громаді міста. За ініціативою ГО «АПІ» та підтримки місцевих мешканців та меценатів був створений перший в Україні дитячий ландшафтний парк з унікальними мозаїчними скульптурами та фонтанами на  Пейзажній Алеї. В 2012 році парк отримав статус витвору мистецтва.
Крім того, організація ініціювала створення Скверу Київської інтелігенції, презентованої скульптурами птахів, на вул. Олеся Гончара в м. Києві, мозаїчного панно з обличчями дітей на вулиці Стрілецькій та інші арт-об’єкти.
Однією з найбільш важливих перемог Організації є визнання в судовому порядку офіційного статусу земель буферної зони Софії Київської. В результаті багаторічних судових процесів територія буферної зони була визнана землями історико-культурного призначення, тобто особливо цінними землями, про що зроблено запис в автоматичному земельному кадастрі. Цей статус дозволить захистити історичний центр міста від незаконної забудови.
Організація ініціювала та подавала судові позови про скасування незаконних землевідводів в історичному центрі, а саме: на  Пейзажній Алеї, вул. Олеся Гончара, 1-3, 5-7, 17-23, в Десятинному провулку, 3-5, вулиці Стрілецькій, 10/1,  Гостинному Дворі,  Жовтневій лікарні та інших місцях. У рамках спільного з міжнародною організацією Freedom House проєкту ГО «Андріївсько-Пейзажна ініціатива» працює над поверненням Обсерваторної Гірки (Обсерваторна вулиця, 3) у комунальну власність.
Завдяки постійній та тривалій співпраці з органами місцевої влади, Київською міською державною адміністрацією та мером Києва Віталієм Кличком, в січні 2015 року Київрадою був прийнятий мораторій на будівництво в буферній зоні Софії Київської та Києво-Печерської Лаври. Прийняти такий мораторій Комітет Всесвітньої Спадщини ЮНЕСКО рекомендував ще з 2009 року.
Визнаючи важливість залучення широкого кола громадськості до справи охорони та збереження історичної та культурної спадщини нашого міста та країни в цілому, ГО «Андріївсько-Пейзажна Ініціатива» активно спілкується та співпрацює з іншими громадськими організаціями, представниками масс-медіа, проводить численні заходи, пресконференції, круглі столи тощо.

### «Анна-Фест»
Перший мистецько-історичний фестиваль «Анна-Фест», присвячений  Анні, королеві Франції та доньці  Ярослава Мудрого, був проведений у 2015 році на території  Національного Заповідника «Софія Київська». Фестиваль був проведений за участі та підтримки ГО «Андріївсько-Пейзажна Ініціатива», Міністерства культури України, Національного Заповідника «Софія Київська», інших громадських організацій та благодійних фондів.

### Відновлення трасування фундаментівДесятинної церкви
Відновлення трасування фундаментів  Десятинної церкви було ініційовано ГО та проведено за підтримки соціального проєкту спільної дії «Зробимо разом», Міністерства культури України,  Інституту археології НАН України,  Національного музею історії України, Київської міської державної адміністрації та інших організацій у 2015 році. На реалізацію проєкту було зібрано більш ніж 800 тис. грн благодійних внесків.

### Відновлення територіїНаціонального музею історії України

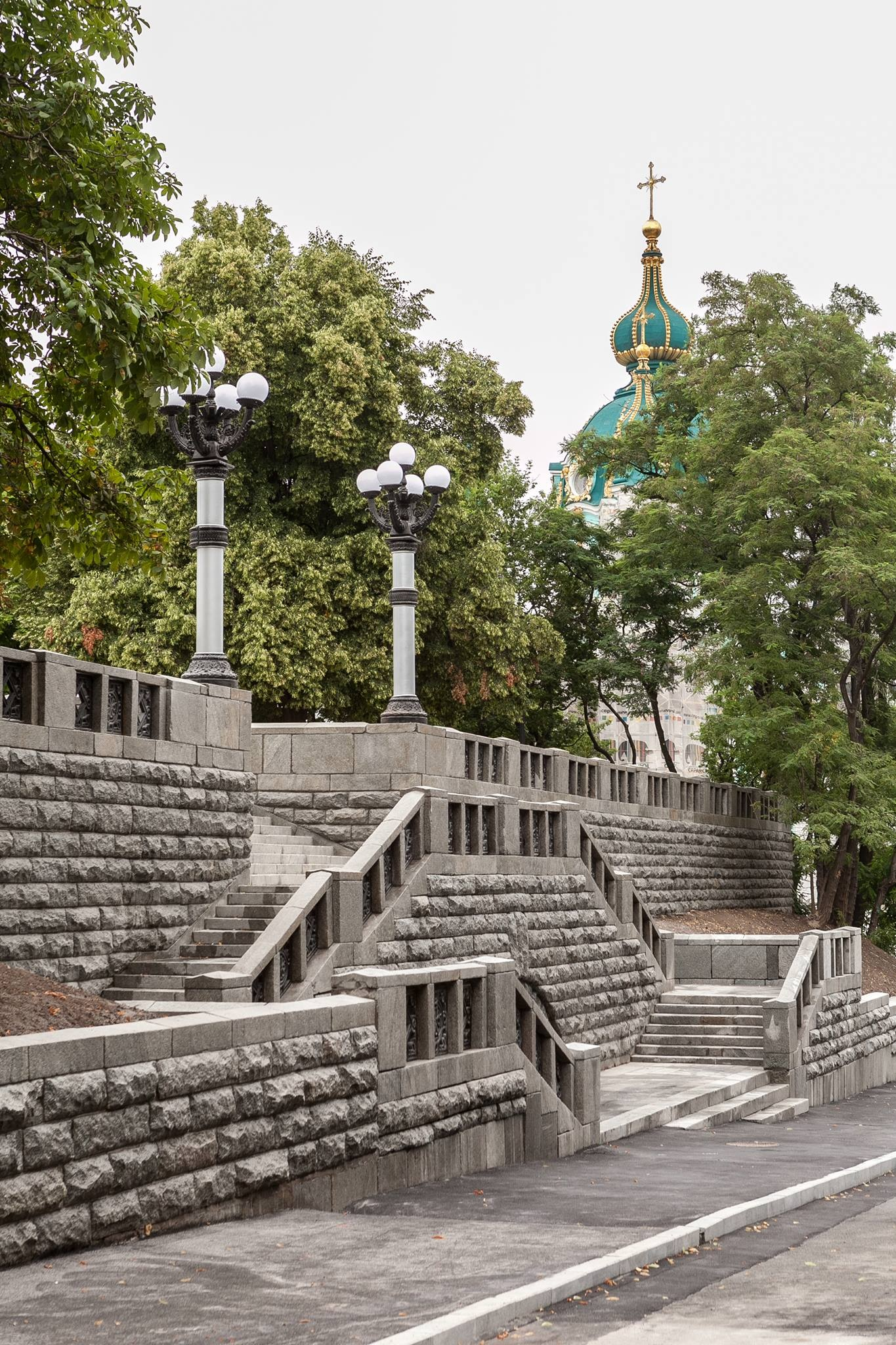
Відновлення сходів до фундаментів Десятинної церкви

У 2016 р. ГО «Андріївсько-Пейзажна Ініціатива» разом з меценатом  Вячеславом Москалевським за підтримки Київського міського голови Віталія Кличка, Міністерства культури України, в рамках соціального проєкту «Зробимо разом!» було реалізовано проєкт відновлення території  Національного музею історії України.
 
Мета проєкту полягає у відродженні історичного центру Києва як публічного простору, відкритого для мешканців і гостей столиці.

Організація активно співпрацює з  Міністерством культури України, міською та районною владою, мером Києва, іншими державними органами, культурними організаціями, благодійними фондами та громадськими рухами:
- Національний заповідник «Софія Київська»
- Національний музей історії України
- Українське товариство охорони пам'яток історії та культури
- Благодійний фонд «Київська ландшафтна ініціатива»
- Проект «Ні корупції»[8]
- ГО «Чотири королеви»
- ГО «Гласність»
- Соціальний проект спільної дії «Зробимо разом!»[9]
- Громадська ініціатива «Збережи старий Київ»
- Europa Nostra
- Freedom House

Представники Організації є членами консультативних та наглядових рад різних державних установ — Міністерства культури, Управління з питань охорони культурної спадщини Київської міської державної адміністрації; представляють інтереси громади (по певних питаннях) на сесіях Київради. Член правління ГО «АПІ» Ігор Луценко є народним депутатом Верховної Ради України VIII скликання.
Співзасновники та адміністратори ГО «Андріївсько-Пейзажна Ініціатива» є досвідченими адвокатами, юристами, перекладачами, журналістами, активними громадськими діячами. Серед членів організації є художники, скульптори, дизайнери, письменники, представники інших креативних професій.